# Aconitum neosachalinense
Aconitum neosachalinense är en ranunkelväxtart. Aconitum neosachalinense ingår i släktet stormhattar, och familjen ranunkelväxter.

## Underarter
Arten delas in i följande underarter:
- A. n. miyabei
- A. n. neosachalinense